# Odnosi z javnostmi
Odnosi z javnostmi (angleško: public relations, francosko: relations publique, nemško: Öffentlichkeitsarbeit) so stroka, ki se ukvarja z vzpostavljanjem, grajenjem in vzdrževanjem odnosov med nekim subjektom (navadno podjetjem, vendar enako velja za vse vrste organizacij in celo nekatere posameznike) ter njegovimi déležniki in javnostmi. So sistematično načrtovan in usmerjan proces vplivanja na oblikovanje naklonjenosti javnosti prek obojestransko zadovoljivega, interaktivnega komuniciranja, ki temelji na odprtem, demokratičnem in značajskem delovanju obeh strani - organizacije in javnosti. Odnosi z javnostmi imajo predvsem dva temelja: prvi vsakomur daje pravico, da sam zagovarja svoje interese, kakršnekoli že ima in kakorkoli jih že vidi, drugi pa vsakomur nalaga, da zagovarja svoje interese sam ali v sodelovanju z drugimi. Izraz »public relations« je v pomenu odnosov z javnostmi v dvajsetih letih 20. stoletja uvedel Edward Bernays. 

## Odnosi z javnostmi, odnosi z javnostjo ali »stiki z javnostjo«
Razlika med terminom, ki se je v Sloveniji uveljavil v polpretekli zgodovini - »stiki z javnostjo« - ni samo formalne narave, temveč tudi etimološke in semantične. Stiki so namreč vedno nenačrtovani, enkratni in občasni dogodki, odnosi pa so načrtne, stalne, dalj časa trajajoče in ponavljajoče aktivnosti. Pri odnosih z javnostmi komuniciramo torej stalno, s številnimi in različnimi skupinami z jasno definiranimi in določenimi cilji ter strategijami za doseganje ciljev. Ne glede na morebitno lektorsko pripombo češ, da je beseda »javnost« v slovenskem jeziku že množični samostalnik, jo slovenska komunikološka stroka uporablja v množini - »javnosti«. S tako uporabo besede »javnost« se želi posebej poudariti, da imamo opravka z različnimi interesnimi ali ciljnimi skupinami, saj ljudje nismo homogena skupina z enakimi interesi, potrebami in prizadevanji. V odvisnosti od interesov in ciljev, ki jih želimo doseči, se približujemo eni ali drugi skupini. Hkrati smo torej lahko sestavni del več različnih javnosti, ki se oblikujejo okoli problemov.
Izraz »odnosi z javnostjo« so slovenski komunikologi tvorili po vzoru »international relations« – »mednarodni odnosi«. Države med seboj nimajo namreč le stikov ("contacts" v angleščini), temveč nekaj več – odnose ("relations"). Podobno mora veljati tudi za organizacije. Vzpostavljati, graditi in vzdrževati morajo odnose z različnimi skupinami ljudi znotraj in zunaj meja; biti morajo v odnosih z javnostmi. S tem pa pridemo do ključnega vprašanja – biti v odnosih s kom? Uspeh vsake organizacije je odvisen od množice ljudi in drugih organizacij. Tem v angleščini pravijo »stakeholders«, kar smo po njihovem vzoru v slovenščino prevedli z »déležniki« (»stakeholders« je starinski angleški izraz za »shareholders«, natanko tako, kot je "déležnik" starinski slovenski izraz za »delničarja« - in prav za to gre, da imajo podjetja poleg lastnikov, delničarjev, še druge skupine vplivnežev, od katerih so odvisne in katerim morajo zato za svoje delo odgovarjati). Déležniško skupino prepoznamo z odgovoroma na naslednji vprašanji:
- na koga s svojim delovanjem (lahko) vplivamo mi?
- kdo (lahko) vpliva na nas?

Prepoznavanje déležnikov je torej začetni korak razvoja vsakega programa odnosov z javnostjo (v stroki temu pravijo "risanje zemljevida déležnikov"). Vendar sam zemljevid déležnikov še ne pove, s kom lahko oziroma mora organizacija graditi odnose. Mnogi izmed teh déležnikov morda niti ne poznajo organizacije, morda niti tega ne vedo, da sploh obstaja. Ostali, ki se zavedajo obstoja organizacije, niso vsi enako pomembni za organizacijo in tudi organizacija ni enako pomembni za njih. Zato je déležnike pomembno razvrstiti po njihovem pomenu, zavedanju in komunikacijski aktivnosti. Šele takrat se lahko vprašamo, katere déležniške skupine tvorijo javnosti in torej razpravljajo in s tem dajejo organizacijam možnost, da se te vključijo v pogovor z njimi. Kajti z nikomer, ki nas ni pripravljen poslušati, ne moremo komunicirati, in obratno: z nikomer, ki ga nočemo poslušati, ne moremo komunicirati. Komuniciranje je torej dosti več kot zgolj sporočanje in obveščanje.
Pojem »public« - javnost tukaj nastopa namreč v pomenu socialne kategorije - skupine ljudi, ki zaznava neki problem in razpravlja o njegovi morebitni razrešitvi. Tovrstno razumevanje javnosti je v slovensko komunikologijo že vsaj v sedemdesetih letih uvedel France Vreg. Ne gre torej za splošno javnost v smislu telesa, ki tvori javno mnenje kot nosilca neke legitimnosti. Navkljub temu pa se množinski rabi samostalnika javnost pogosto ugovarja z argumentom, ki je po svojem izvoru nemški. »Stiki z javnostjo« namreč niso prvotni prevod angleškega izraza »public relations«, temveč njegovega neuspešnega prevoda v nemščino - »Öffentlichkeitsarbeit«. Nemci so zadevo z »Öffentlichkeit« zapletli, saj ta nemški pojem ne ustreza ameriškemu pojmu javnosti (»public«) in zato je v nemško govorečih deželah poimenovanje odnosov z javnostmi z nemškim izrazom »Öffentlichkeit« prej redko kot ne. Nemška podjetja in univerze raje uporabljajo kar izvirni angleški izraz »public relations« in to je tudi edina alternativa rabi »odnosov z javnostmi« v slovenščini, nikakor pa ne »stiki z javnostjo«.
Pri »stikih z javnostjo« je osnovni namen določen kot vidnost subjekta, ki se bori za svojo prepoznavnost v enoviti javnosti (v smislu »general public« ali splošnega javnega mnenja) in si poskuša prisvojiti največji možni delež medijskega prostora zase. Zato so praviloma končni domet »stikov z javnostjo« novinarji in bi torej bilo pravilneje govoriti kar o »stikih z novinarji«. Biti viden in znan naj bi bilo vredno truda zato, ker omogoča lažje predstavljanje zasebnih interesov kot splošnih, družbeno koristnih in zato vrednih »državne« podpore. 
Pri »odnosih z javnostmi« pa gre za urejanje predvsem zasebnih odnosov med osnovnim subjektom in drugimi subjekti, ki poskušajo sobivati na način, ki povzroča obojim kar najnižja trenja in tako izgube, do katerih bi prišlo, če bi preveč časa in energije izgubljali v prepirih, nasprotovanjih in spopadih. Prav zaradi stroškov, ki jih lahko neki organizaciji povzroči spopadanje z okoljem, mora ta opustiti naivno vero v to, da se bodo odnosi z okoljem urejali kar sami. Ker je od teh odnosov odvisno, kaj je mogoče početi in česa ne ter s kolikšnimi stroški, so odnosi z javnostjo v središču vsakega organiziranega vodenja.

## Vsebine odnosov z javnostmi
Odnosi z javnostmi so upravljavska disciplina, ki analizira trende, predvideva njihove posledice, svetuje organizacijskim vodjem in izvaja načrtovane programe akcij z namenom, da služijo organizacijskemu in javnemu interesu. Praktiki odnosov z javnostmi načrtujejo, vzpostavljajo in vzdržujejo dobro ime organizacije in medsebojno razumevanje med organizacijo in njenimi javnostmi. Osnovni cilj odnosov z javnostmi je informirati, izobraževati, promovirati, z namenom doseči medsebojno razumevanje in sprejemljvost organizacije v okolju. Predpogoj za to je dvosmerna komunikacija - povratna zanka med virom informacij na eni strani in sprejemnikom na drugi. Feedback ali povratno zanko v praksi odnosov z javnostmi pogosto srečamo kot sopomenko za dvosmerno komuniciranje. Temu pa ni tako: v dvosmernem komuniciranju se feedback namreč razume v njegovem originalnem pomenu iz kibernetike. Potemtakem je namreč feedback komunikacija, ki pomaga komunikacijskemu viru kontrolirati vedenje (obnašanje) recipienta (sprejemnika) komunikacije oziroma je feedback komunikacija, ki omogoča določanje bodočega obnašanja na podlagi sedanjih rezultatov.
S praktičnega vidika odnosi z javnostmi vsebujejo:
- svetovanje, ki temelji na razumevanju človekovega obnašanja;
- analiziranje bodočih trendov in predvidevanje njihovih posledic;
- preprečevanje konfliktov in nesporazumov med organizacijo in njenim okoljem (upravljanje s temami, angleško: »issues management« in krizno komuniciranje, angleško: »crisis communications«);
- raziskovanje javnega mnenja, stališč in pričakovanj;
- vzpostavljanje, oblikovanje in ohranjanje dvosmerne komunikacije, ki temelji na resnični in popolnih informacijah;
- promocijo medsebojnega spoštovanja in družbene odgovornosti;
- usklajevanje zasebnega in javnega interesa (lobiranje);
- promocijo naklonjenosti med zaposlenimi in izboljševanje notranje-organizacijskih odnosov ter pridobivanje dobrega osebja in zmanjševanje fluktuacije kadrov (interno komuniciranje, angleško: »labor communications«, »internal communications«);
- promocijo izdelkov ali storitev ter naklonjenosti med organizacijo, njenimi dobavitelji in strankami (tržno komuniciranje, angleško: »marketing communications«);
- projekcijo organizacijske identitete (upravljanje z ugledom, angleško: »reputations management«).

Z upravljavskega stališča so odnosi z javnostmi upravljanje s spremembami, saj pomenijo kontinuiran in načrtovan proces vodenja in upravljanja nenehnih sprememb v organizaciji in okolju, in sicer sprememb negativnih (odbojnost, predsodki, apatija, ignoranca) v pozitivna stanja (simpatija, sprejemljivost, zanimanje, znanje).
Z znanstvenim preučevanjem odnosov z javnostmi se ukvarja komunikološka družboslovna disciplina - komunikacijski menedžment (angleško: »communications management«), to je celovito upravljanje in vodenje komuniciranja tako, da se oblikuje in vzpostavi enakopraven, stalni dialoški in interaktivni odnos med organizacijo in njenim okoljem, njenimi javnostmi. V organizacijskem smislu predstavljajo odnosi z javnostmi svetovalsko storitev vršnjemu menedžmentu, kako, na kakšen način, s kakšnimi orodji, sredstvi in tehnikami vzpostaviti komunikacijo ter stalno dejavno vplivati na za organizacijo pomembne javnosti, da bi le-ta omejila stroške s tako povečano sposobnostjo za proaktivno izpolnjevanje lastnega poslanstva.
Temeljno sociološko načelo uspešnega upravljanja organizacije je vzpostavljanje in vzdrževanje ravnovesja med cilji organizacije in interesi kolektiva ter družbenimi interesi (oz. interesi notranjega in zunanjega okolja organizacije). Vplivanje na okolja, iskanje skladnosti, medsebojnega razumevanja med organizacijo in njenimi javnostmi ter vplivanje na oblikovanje javnih mnenj pa je bistvena funkcija strateško razumljenih odnosov z javnostmi.
Za razliko od marketinga je osnovni namen odnosov z javnostmi varovanje organizacije pred povišanimi stroški, ki bi jih le-ta imela, če ne bi ustvarjala kvalitetnih odnosov z okolji, ter omejevanje ali spreminjanje stroškov tako, da se poveča sposobnost organizacije, da izpolni svoje poslanstvo.